# Synodontis vanderwaali
Synodontis vanderwaali är en afrikansk fiskart i ordningen malartade fiskar som förekommer i Angola, Botswana och Namibia. Den är främst nattaktiv. Vuxna exemplar kan bli upp till och med 16 cm långa och blir vanligtvis inte äldre än lite knappt 4 år.